# Gingst
Gingst est une commune sur l'île de Rügen, dans l'arrondissement de Poméranie-Occidentale-Rügen, Land de Mecklembourg-Poméranie-Occidentale.

## Géographie
Gingst se situe au bord du Koselower See. L'île d'Ummanz lui fait face. Son territoire fait partie du parc national du lagon de Poméranie occidentale.
La commune comprend les quartiers de Gingst, Güstin, Haidhof, Kapelle, Malkvitz, Presnitz, Teschvitz et Volsvitz.
La Bundesstraße 96 passe à l'est de la commune.

## Histoire
En 1937, on retrouve d'anciennes maisons sur pilotis datant du Néolithique, avec dedans des tessons et des outils en pierre. Par ailleurs, des bateaux sont extraits.
La première mention de Gingst date de 1232 sous le nom de Ghynxt. C'est après Garz et Bergen un centre important d'artisans, en particulier le tissage damassé.
Deux grands incendies en 1726 et en 1950 détruisent la commune. Dans les années 1950, dix mille membres de la FDJ participent au déblaiement et à la reconstruction. Le centre historique est rénové en 1994.

## Personnalités liées à la commune
- Joachim Nikolas Eggert (1779–1813), compositeur et chef d'orchestre.
- Samuel Christoph von Tetzloff (1738–1810), représentant de la Poméranie suédoise.
- Wilhelm Nindemann (1850–1913), explorateur de l'océan Arctique, né à Gingst.

## Source de la traduction
- (de) Cet article est partiellement ou en totalité issu de l’article de Wikipédia en allemand intitulé « Gingst » (voir la liste des auteurs).